# Jana Pittman
Jana Pittman (Jana Emily Pittman, zeitweilig Pittman-Rawlinson; * 9. November 1982 in Sydney) ist eine ehemalige australische Leichtathletin. Sie war zweimal Weltmeisterin im 400-Meter-Hürdenlauf und wechselte 2013 zum Bobsport.

## Leben
1999 war sie Jugendweltmeisterin im 400-Meter-Hürdenlauf und 2000 Juniorenweltmeisterin im 400-Meter-Lauf und über die Hürden. Bei den Olympischen Spielen 2000 in ihrer Heimatstadt schied sie über die Hürdenstrecke im Vorlauf aus.
Nach dem Doppelsieg im 400-Meter-Hürdenlauf und in der 4-mal-400-Meter-Staffel bei den Commonwealth Games 2002 in Manchester, gewann sie bei den Weltmeisterschaften 2003 den Titel über die Hürden. Mit ihrer Siegeszeit von 53,22 s blieb sie nur fünf Hundertstelsekunden über dem Australischen Rekord der Olympiasiegerin von 1988 Debbie Flintoff-King. Bei den Olympischen Spielen 2004 in Athen belegte sie Platz fünf.
2006 konnte sie bei den Commonwealth Games in Melbourne ihren Doppelsieg über die Hürden und in der Staffel von 2002 wiederholen. Bei den Weltmeisterschaften 2007 in Osaka wurde sie zum zweiten Mal nach 2003 Weltmeisterin im 400-Meter-Hürdenlauf. Aufgrund von Verletzungen nahm sie danach an keiner internationalen Meisterschaft mehr teil.
2013 wechselte sie zum Bobsport. Bei ihrem Debüt erreichte sie im Zweierbob mit Astrid Radjenovic Platz sieben bei einem Weltcup in Altenberg.
Jana Pittman ist 1,81 m und wiegt 67 kg. 2006 heiratete sie den britischen 400-Meter-Hürdenläufer Christopher Rawlinson. 2011 trennte sich das Paar. Pittman ist Mutter eines Sohnes (* 2006).

## Persönliche Bestzeiten
- 400 m: 50,43 s, 22. März 2003, Sydney
- 100 m Hürden: 13,92 s, 30. Januar 2000, Hobart
- 400 m Hürden: 53,22 s, 28. August 2003, Paris